# Sezer Badur
Sezer Badur (* 20. Juni 1984 in West-Berlin) ist ein deutsch-türkischer ehemaliger Fußballspieler.

## Spielerkarriere

### Verein
Badur spielte in seiner Jugend in verschiedenen Berliner Klubs. 2002 verließ er seine Heimatstadt und schloss sich der Jugendabteilung von Borussia Dortmund an, für die er aber nur ein Jahr spielte. 2003 wechselte Badur erst in die zweite türkische Liga zu Manisaspor, bevor er in seine Heimat zum Berliner AK 07 zurückkehrte. Dort blieb er wiederum nur für eine Saison, bevor er zum SV Yeşilyurt Berlin ging.
Zur Saison 2006/07 wechselte er zum türkischen Zweitligisten Karşıyaka SK. Für den Klub aus Izmir spielte Badur im Mittelfeld eine konstante Saison und avancierte zum Stammspieler. Nach seiner ersten Saison in der Türkei verpflichtete der anatolische Verein Sivasspor den schussstarken Spieler. Hier etablierte er sich auf Anhieb und kämpfte mit seinem Verein sowohl in der Saison 2007/08 als auch in der Saison 2008/09  bis in die letzten Spieltage um die Meister der Süper Lig. In der ersten Saison rutsche man erst am letzten Spieltag vom Zweiten Tabellenplatz auf den vierten Tabellenplatz ab und in der zweiten Saison erreichte man zum ersten Mal in der Vereinsgeschichte die Vizemeisterschaft in der Süper Lig. In der Saison 2009/10 blieb die Mannschaft hinter den Erwartungen zurück, sodass der Trainer Bülent Uygun bereits nach wenigen Spieltagen seinen Rücktritt bekannt gab.
Mit dem Trainerwechsel äußerte Badur den Wunsch Sivasspor verlassen zu wollen und so verließ Badur zur Rückrunde den Verein und ging zum Traditionsverein Trabzonspor. Mit diesem Verein wurde man Türkische Fußballpokalgewinner und Türkischer Supercupgewinner. In dieser Saison wurde er mit seinem Verein zum zweiten Mal in seiner Karriere Vizemeister in der Süper Lig, wobei er während der Saison eher Ersatzspieler war und lediglich sechsmal auflief. Die Hinrunde der Saison 2011/12 verbrachte Badur ebenfalls auf der Ersatzbank und so wechselte er in der zur Rückrunde der Saison 2011/12 zu Gaziantepspor.
Obwohl er hier einen Vertrag bis 2014 besaß verließ er Gaziantepspor bereits zum Saisonende und ging zum Erstliganeuling Elazığspor. Ausschlaggebend für den Wechsel war, dass Badur bereits bei Sivasspor mit dem Trainer von Elazığspor, Bülent Uygun, zusammengearbeitet hatte. Zur Winterpause der Saison 2012/13 verließ er Elazığspor.
Zur Saison 2013/14 wechselte er zum Zweitligisten Şanlıurfaspor. Diesen Verein verließ er zum Saisonende Richtung Ligarivale Antalyaspor. Mit diesem Klub beendete er die Zweitligasaison 2014/15 als Play-off-Sieger und damit als letzter Aufsteiger. Anfang Januar 2017 kehrte Badur in seine deutsche Heimatstadt Berlin zurück, wo er sich in Charlottenburg dem CFC Hertha 06 in der fünftklassigen NOFV-Oberliga Nord anschloss. Nach einer letzten Station bei Sakaryaspor fand er keinen Verein mehr.

## Erfolge
Mit Sivasspor
- Türkischer Vizemeister: 2008/09
- Türkischer Pokal-Halbfinalist: 2008/09

Mit Trabzonspor
- Türkischer Vizemeister: 2010/11
- Türkischer Pokalsieger: 2009/10
- Türkischer Supercup-Sieger: 2010

Mit Antalyaspor
- Play-off-Sieger der TFF 1. Lig und Aufstieg in die Süper Lig: 2014/15